# Норвежский бухунд
Норвежский бухунд, или норвежская лайка, или норвежская овчарка (норв. norsk buhund), — порода шпицеобразных собак, выведенная в Норвегии. Многофункциональна, используется как сторожевая, фермерская, пастушья собака и собака-компаньон. Название происходит от норвежского «бу», означающего «ферма, усадьба или горная хижина», и «хунд» — «собака».

## История породы
При раскопках гокстадского корабля, драккара викингов IX века, обнаруженного в 1880 году в норвежской губернии Вестфолл, были найдены скелеты шести собак, которые, как установили учёные из Осло, принадлежали предкам норвежского бухунда. Представители этой породы сопровождали викингов в завоевательных походах, использовались как пастушьи собаки, а также для защиты от волков и медведей. В конце VII века были завезены в Исландию, Гренландию и на Шетландские острова.
С начала XVII века бухунд рассматривался как отдельная порода, несмотря на то, что первая выставка этих собак прошла в норвежском Йерене только в 1920 году. Инициатор выставки Джон Силенд вместе со своим другом Торальфом Раанаасом в последующие годы занимались её целенаправленной селекцией, а в 1939 году в Норвегии был создан национальный клуб этой породы, после чего известные только в пределах Норвегии, Дании и Швеции бухунды начали завоёвывать популярность в Великобритании, где в 1967 году были зарегистрированы Британским клубом собаководства.
В феврале 1963 года норвежский бухунд признан Международной кинологической федерацией и отнесён к группе шпицев и пород примитивного типа, к подгруппе северных сторожевых и пастушьих собак.

## Внешний вид
Типичный шпиц, чуть меньше среднего размера, с хорошо выраженным половым диморфизмом.
Голова пропорциональная корпусу, не слишком тяжёлая, клинообразная, без чётких линий. Череп почти плоский; верхние линии черепа и морды параллельны. Переход ото лба к морде хорошо выражен, но не резко. Мочка носа чёрная. Морда одной длины с черепной частью, не слишком узкая и тяжёлая, спинка носа прямая. Губы плотно прилегающие, чёрные. Полный комплект зубов, прикус ножницеобразный. Глаза овальной формы, как можно более тёмного цвета, веки чёрные. Уши стоячие, среднего размера, с заострёнными кончиками.

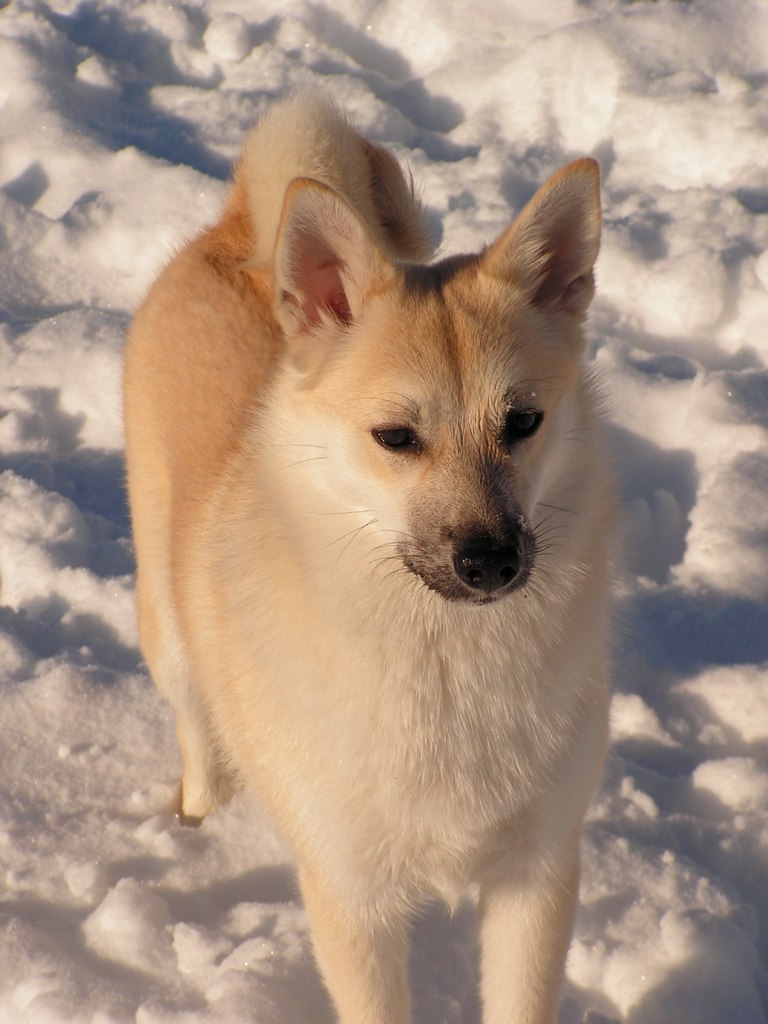

Шея сильная, средней длины, без подвеса, высоко поставленная. Спина и линия верха короткая, сильная и прямая. Круп с небольшим наклоном. Грудь глубокая, с хорошо изогнутыми рёбрами.
Хвост высоко посаженый, плотно свёрнутый в кольцо, закинут на спину и немного отведён в сторону.
Передние конечности прямые, с крепким костяком, лопатки умеренно наклонные, локти плотно прижаты, запястные суставы крепкие, пясти с умеренным наклоном. Задние конечности с нормальными углами сочленений, бёдра мощные, мускулистые. Голени с хорошей мускулатурой. Передние и задние лапы компактные, овальной формы.
Покровная шерсть толстая, густая и грубая, плотно прилегающая, относительно короткая на голове и передней части конечностей, и более длинная на шее, груди, задней стороне бёдер и хвосте; подшёрсток мягкий и плотный. Окрас пшеничный (бисквитный) и чёрный. Пшеничный — от светло-рыжего до золотисто-рыжего, наличие или отсутствие чёрных кончиков волос не должно влиять на основной цвет. Предпочтителен чистый и яркий цвет, допускаются маска и небольшие белые фрагменты. Для чёрного окраса желателен однородный тон без бронзового отлива, белых отметин должно быть как можно меньше.
Высота в холке кобелей от 43 до 47 см, сук — от 41 до 45 см; вес кобелей около 14—18 кг, сук — около 12—16 кг.

## Темперамент
Собаки со скандинавским характером и сильным охранным инстинктом; верные, надёжные, умные, сообразительные и доброжелательные по отношению к людям, неплохо ладят с детьми, бухундам нравится проводить время с человеком, при этом они прекрасно распознают слабые стороны хозяев. Всегда готовы постоять за себя в случае агрессии со стороны другой собаки.
Норвежский бухунд — отличный сторож, однако не следует поощрять сильный сторожевой инстинкт, иначе в какой-то момент собака может воспринять какую-то часть дома как свою собственную территорию. Также бухунды склонны к доминированию, особенно в подростковом возрасте. По натуре они не агрессивны, очень послушны, при этом в применении физической силы нет никакой необходимости, если при воспитании правильно использовать повышенный голос.
Некоторые особи с подозрением относятся к незнакомцам, а врождённый пастуший инстинкт проявляется в стремлении «пасти» других животных или людей.
Отмечается, что кобели более ласковы и преданны, чем суки, отличающиеся большей сдержанностью и более спокойно переносящие длительное расставание с хозяином. При грамотной социализации с раннего возраста бухунды способны уживаться с кошками и другими более мелкими животными. Недостатком породы является избыточный лай, с которым легко справиться дрессировкой.

## Здоровье

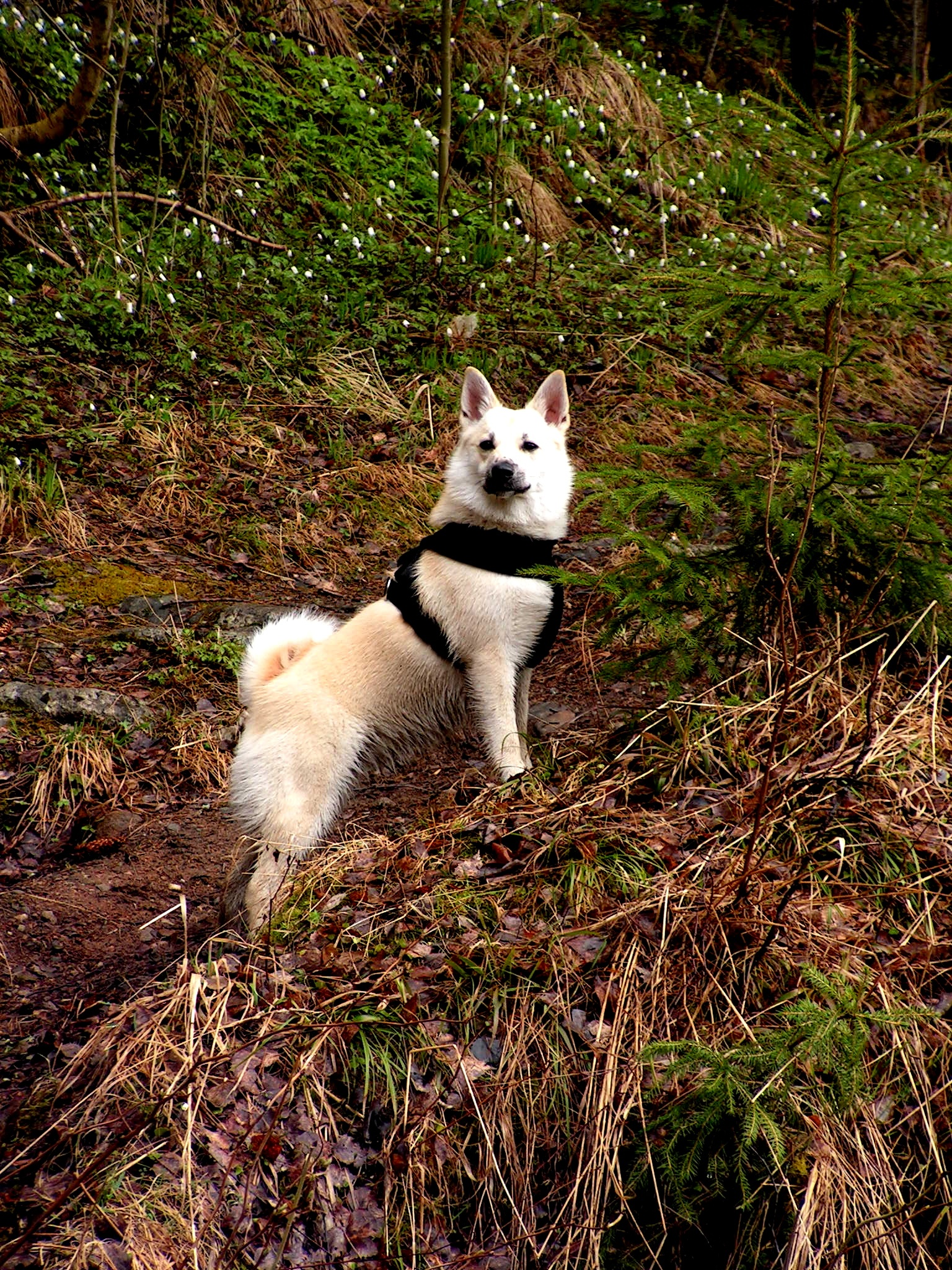

Норвежские бухунды обладают выносливостью и крепким здоровьем, комфортнее чувствуют себя в зимнее время, равно, как и другие скандинавские породы. Переносить слякоть и морозы им помогает двойная плотная водоотталкивающая шерсть, в жаркие дни собаки предпочитают отдых в тени.
Среди заболеваний наблюдаются гипотиреоз, воспалительные заболевания кишечника, колит, дисплазия тазобедренного сустава, катаракта, наследственные заболевания глаз, а также воспаление кожи, зуд и аллергия на пищевые продукты. Средняя продолжительность жизни составляет от 9 до 15 лет.

## Содержание и уход
Шерсть бухунда не требует особого ухода, за исключением периодов интенсивной линьки, когда необходимо частое расчёсывание. Обычно оно проводится дважды в неделю. Мытьё собаки на пике линьки поможет легче избавиться от выпавшей шерсти. Будучи чистоплотными от природы бухунды не нуждаются в частом мытье, типичный для многих других пород собачий запах у них отсутствует. Также рекомендуются общие гигиенические процедуры — подстригание когтей, чистка зубов и ушей. Представители этой породы обладают неуёмной энергией, из-за чего нуждаются в каждодневных играх и нагрузках, при недостатке которых способны на деструктивные действия.